# 约翰·奥古斯都·罗布林吊桥

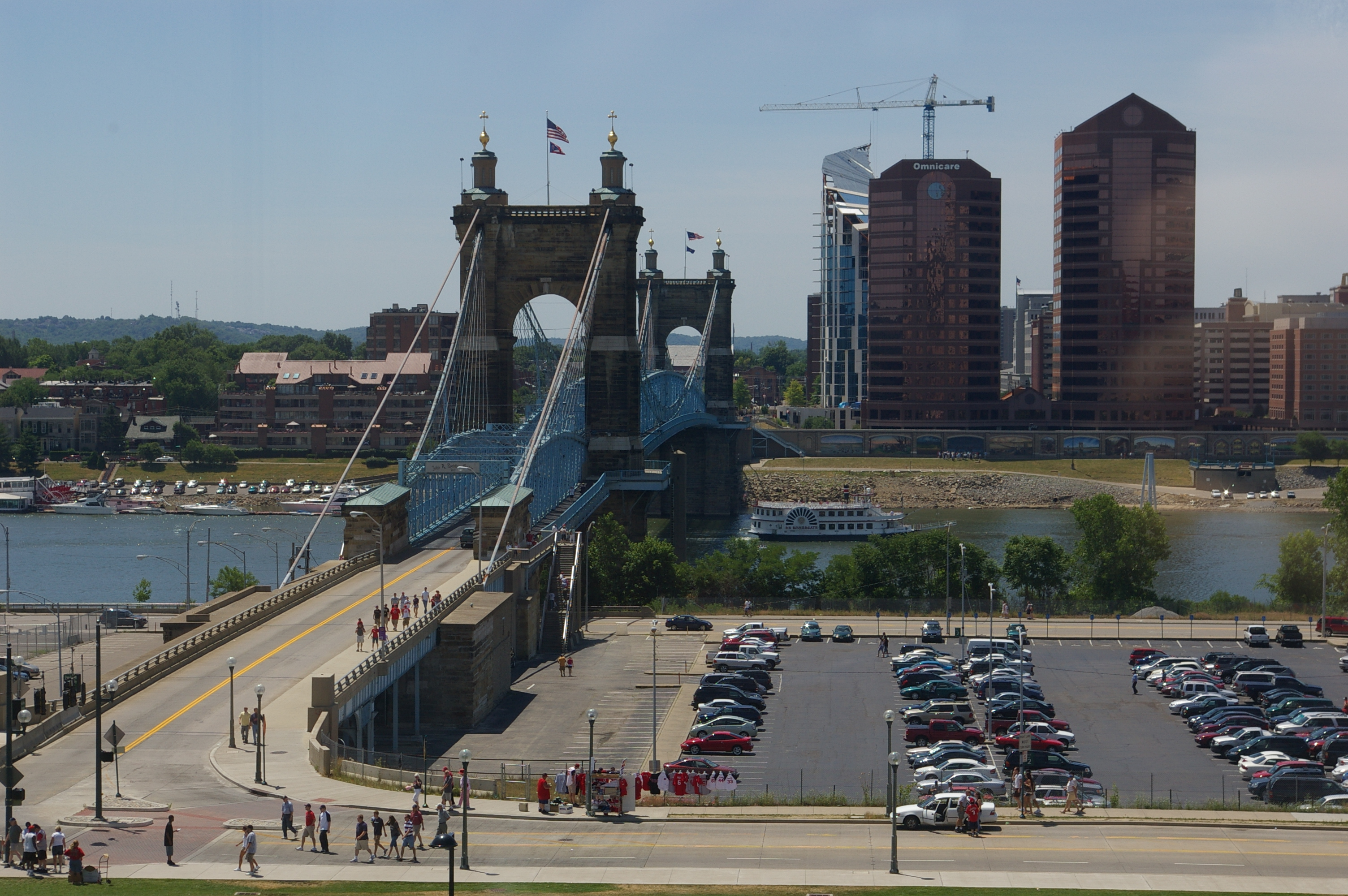

约翰·A·罗布林吊桥（英語：John A. Roebling Suspension Bridge）美國俄亥俄河上一座悬索桥，连接俄亥俄州辛辛那提和肯塔基州卡溫頓。在1866年12月1日建成开通时是当时世界最长的悬索桥（322米），该记录保持到1869年被尼亚加拉克利夫顿大桥刷新。桥北为辛辛那提，附近河畔有包括Paycor体育场、大美利堅棒球場、安德鲁·J·布雷迪音乐中心等一众体育和文化设施，桥南为卡溫頓。
该桥于1975年被收录为美国国家历史名胜，1982年被收录为国际土木工程历史古迹，1983年为纪念设计师约翰·A·罗布林而改为现名。